# Ōgon senshi Gold Lightan
Ōgon senshi Gold Lightan (黄金戦士ゴールド・ライタン?, Ōgon senshi Gōrudo Raitan, letteralmente: "Il guerriero dorato Gold Lightan") è un anime televisivo andato in onda dal 1981 al 1982 in Giappone e contemporaneamente ad Hong Kong, dove fu molto popolare.

## Sinossi
La storia è quella di un giovane ragazzo di nome Hiro Taikai che trova un accendino d'oro che si rivela essere il gigante Gold Lightan, che, con la sua squadra di robot, ha la missione di salvare la Terra dall'invasione del re Ibalda e dei suoi robot alieni invasori. Hiro ha anche fondato un gruppo chiamato Bratty Rangers con i suoi amici.

## Concept
Il robot ha solitamente le sembianze di un minuscolo accendino in stile Zippo dorato, che tiene in tasca Hiro. Quando viene evocato, Gold Lightan si trasforma in un robot gigante alto 30 metri e pesante 200 tonnellate. Tutti i robot nello show sono senzienti e non richiedono piloti.